# 大谷清介
大谷 清介（おおたに せいすけ、1958年5月25日 - ）は、日本の実業家。戸田建設代表取締役社長。

## 来歴
北海道札幌市出身。北海道札幌南高等学校から北海道大学工学部建築学科に進み、1982年3月卒業後、戸田建設に入社。一貫して東京支店建築工事部で経験を積み、建築施工の第一線に携わる。
作業所長として丸の内オアゾをはじめとした大丸有地区の大型プロジェクトを数多く手がけたのち、2016年千葉支店長、2018年関東支店長、2020年管理本部執務、常務執行役員などを歴任し、2021年4月より現職。